# Illa Massina
Illa Massina är öar i Spanien.   De ligger i regionen Katalonien, i den östra delen av landet, 600 km öster om huvudstaden Madrid.